# Медоуз, Марк Рэндалл
Марк Рэ́ндалл Ме́доуз (англ. Mark Randall Meadows; род. 28 июля 1959, Верден) — американский политик, глава аппарата Белого дома (2020—2021).

## Биография
Родился на американской военной базе в Вердене (Франция) в семье солдата и медсестры. Провёл детство преимущественно во Флориде, впоследствии занимался предпринимательством, в течение двадцати лет владел рестораном в Северной Каролине.
В 1977—1978 годах учился в университете штата Флорида. В течение жизни указывал в документах, что получил в Южно-Флоридском университете степень бакалавра искусств, но к 2018 году было доказано, что он не прослушал курс полностью.
В 2012 году впервые избран в Палату представителей, где зарекомендовал себя консервативным оппонентом республиканского истеблишмента, периодически голосуя вопреки официальной партийной позиции. В 2015 году выступил за лишение Джона Бейнера поста спикера и вошёл в число учредителей либертарианского консервативного Кокуса свободы.
31 марта 2020 года возглавил аппарат Белого дома (накануне прервал мандат конгрессмена).
20 января 2021 года ушёл в отставку в связи с истечением срока полномочий президента Дональда Трампа.
15 августа 2023 года в Джорджии большое жюри на основании закона о борьбе с мафией выдвинуло против бывшего президента Трампа и его 18 сотрудников, включая Марка Медоуза,  обвинение в давлении на должностных лиц штата с целью отменить решение о победе Джо Байдена в Джорджии на президентских выборах 2020 года.
8 сентября 2023 года окружной судья Стив Джонс отклонил иск Медоуза о переносе рассмотрения дела в федеральный суд.